# 西加茂郡

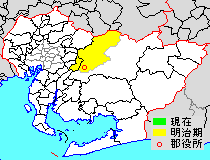
愛知県西加茂郡の範囲

西加茂郡（にしかもぐん）は、かつて愛知県に存在した郡。

## 郡域
1878年（明治11年）に行政区画として発足した当時の郡域は、下記の区域にあたる。
- 豊田市の一部（挙母地区・高橋地区・猿投地区・保見地区・石野地区・藤岡地区・小原地区・大字地区)
- みよし市の全域

## 歴史

### 郡発足までの沿革
- 『旧高旧領取調帳』に記載されている、三河国加茂郡のうち後の本郡域の明治初年時点での支配は以下の通り。●は村内に寺社領が存在。（147村）

| 知行         | 知行                     | 村数 | 村名 |
| ------------ | ------------------------ | ---- | --- |
| 幕府領       | 中泉代官所               | 6村  | 大ヶ蔵連村、富田村、川下村、百月村、上渡合村、北篠平村 |
| 幕府領       | 旗本領                   | 49村 | 本地村、千足村、南古瀬間村、上野山村、中切村、野口村、小白見村、中金村、力石村、室村、山路村、椿村、小峯村、国附村、石畳村、上川口村、下川口村、喜佐平村、千洗村、大洞村、沢田村、西細田村、西丹波村、李村、●下仁木村、日面村、鍛冶屋敷村、大坂村、乙部村、東枝下村、藤沢村、西枝下村、西広瀬村、伊保堂村、下伊保村、殿貝津村、西広見村、大畑村、上伊保村、元山中村、三箇村、榑俣村、岩下村、亀首村、八草村、御船村、篠原村、北莇生村、福田村 |
| 幕府領       | 中泉代官所・旗本領       | 2村  | 東広瀬村、大草村 |
| 藩領         | 三河挙母藩               | 22村 | 田茂平村、深見村、迫村、飯野村、舞木村、下市場村、金谷村、下林村、乙ヶ林村、飛泉村、上仁木村、●古瀬間村、永太郎村、越戸村、花本村、荒井村、今村、長興寺村、四郷村、挙母村、西山室村、●市場村 |
| 藩領         | 尾張名古屋藩             | 20村 | 下渡合村、西大見村、森村、渋川村、平井村、牛野村、東山室村、御立村、矢並村、池田村、岩滝村、市木村、寺部村、寺谷下村、手呂村、下鷹見村、上鷹見村、成合村、小呂村、千鳥村 |
| 藩領         | 三河吉田藩               | 12村 | 北一色村、簗平村、西中山村、西市野々村、平岩村、松嶺村、押沢村、石飛村、北曽木村、折平村、御作村、木瀬村 |
| 藩領         | 三河西尾藩               | 11村 | 柏ヶ洞村、三ツ久保村、白川村、大野村、大倉村、松名村、苅萱村、北村、遊屋村、西萩平村、西一色村 |
| 藩領         | 上総大多喜藩             | 9村  | 宮代村、寺平村、荷掛村、大岩村、田代村、前洞村、小村、川見村、雑敷村 |
| 藩領         | 三河西大平藩             | 2村  | 明知村、三好村 |
| 藩領         | 吉田藩・挙母藩・西大平藩 | 1村  | 打越村 |
| 藩領         | 西尾藩・大多喜藩         | 1村  | 東市野々村 |
| 藩領         | 西尾藩・西大平藩         | 1村  | 黒笹村 |
| 幕府領・藩領 | 旗本領・吉田藩           | 3村  | 平畑村、加納村、南莇生村 |
| 幕府領・藩領 | 旗本領・挙母藩           | 1村  | ●梅ヶ坪村 |
| 幕府領・藩領 | 旗本領・西尾藩・西大平藩 | 1村  | 宮口村 |
| 幕府領・藩領 | 旗本領・挙母藩・西尾藩   | 1村  | 福谷村 |
| 幕府領・藩領 | 旗本領・西尾藩           | 3村  | 大平村、土橋村、田籾村 |
| その他       | 寺社領                   | 2村  | 猿投村、本徳村 |

- 慶応4年
  - 4月29日（1868年5月21日） - 幕府領・旗本領・大多喜藩領が三河裁判所の管轄となる。
  - 6月9日（1868年7月28日） - 三河裁判所の管轄区域が三河県の管轄となる。
  - 9月 - 三河県の管轄区域のうち旧幕府領および旧旗本領の一部（東広瀬村・大草村・南莇生村・宮口村）・旧大多喜藩領の大部分（小村を除く）が駿河府中藩領となる。
- 明治2年
  - 1月 - 三河県の管轄区域の一部（本地村・元山中村・北莇生村・南莇生村・宮口村）・静岡藩領の大部分（前洞村を除く）が三河重原藩領となる。
  - 6月24日（1869年8月1日） - 三河県の管轄区域が伊那県の管轄となる。
  - 8月7日（1869年9月12日） - 任知藩事により吉田藩が豊橋藩に、府中藩が静岡藩にそれぞれ改称。
- 明治4年
  - 7月14日（1871年8月29日） - 廃藩置県により、藩領が挙母県、名古屋県、豊橋県、西尾県、西大平県、静岡県、重原県の管轄となる。
  - 11月15日（1871年12月26日） - 第1次府県統合により全域が額田県の管轄となる。
- 明治5年
  - 11月27日（1872年12月27日） - 愛知県の管轄となる。
  - 宮口村が改称して西宮口村となる。
- 明治6年（1873年） - 大野村が改称して北大野村となる。

### 郡発足以降の沿革
- 明治11年（1878年）（144村）
  - 12月20日 - 郡区町村編制法の愛知県での施行により、行政区画としての西加茂郡が発足。郡役所が挙母村に設置。
  - 力石村・東枝下村・東広瀬村が合併して石下瀬村となる。
  - 牛野村・東山室村が合併して野見村となる。
- 明治14年（1881年） - 南莇生村・北莇生村が合併して莇生村となる。（143村）

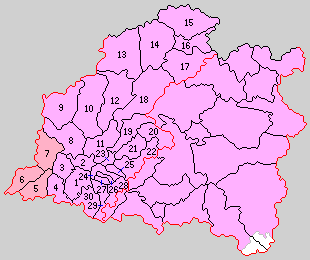
1.挙母村 2.梅坪村 3.宮口村 4.逢妻村 5.明越村 6.三好村 7.莇生村 8.伊保村 9.橋見村 10.広沢村 11.上郷村 12.藤河村 13.高岡村 14.豊原村 15.福原村 16.清原村 17.本城村 18.富貴下村 19.石下瀬村 20.中野村 21.七重村 22.四谷村 23.平井村 24.寺部村 25.市木村 26.上野山村 27.渋川村 28.益富村 29.野見村 30.根川村（桃：豊田市）

- 明治22年（1889年）10月1日 - 町村制の施行により、以下の各村が発足。特記以外は全域が現・豊田市。（30村）
  - 挙母村（単独村制）
  - 梅坪村（梅ヶ坪村が単独村制）
  - 宮口村（西宮口村が単独村制）
  - 逢妻村 ← 本地村、千足村、土橋村
  - 明越村 ← 打越村、明知村（現・みよし市）
  - 三好村 ← 三好村、福田村、西一色村（現・みよし市）
  - 莇生村 ← 莇生村、福谷村、黒笹村（現・みよし市）
  - 伊保村 ← 上伊保村、伊保堂村、殿貝津村、下伊保村、田籾村
  - 橋見村 ← 篠原村、大畑村、八草村、西広見村
  - 広沢村 ← 加納村、亀首村、舞木村、乙部村、本徳村、猿投村
  - 上郷村 ← 花本村、荒井村、越戸村、御船村、四郷村
  - 藤河村 ← 飯野村、深見村、田茂平村、迫村、北一色村、石飛村、西中山村
  - 高岡村 ← 白川村、石畳村、木瀬村、上渡合村、折平村、北曽木村、西市野々村、三箇村、大岩村
  - 豊原村 ← 乙ヶ林村、大平村、寺平村、荷掛村、大洞村、三ツ久保村、沢田村、西萩平村、千洗村、喜佐平村、北篠平村
  - 福原村 ← 上仁木村、東市野々村、小村、川見村、柏ヶ洞村、雑敷村、前洞村、大ヶ蔵連村、北村、田代村
  - 清原村 ← 永太郎村、西丹波村、平岩村、苅萱村、岩下村、宮代村、大倉村、北大野村、松名村、下仁木村、遊屋村
  - 本城村 ← 市場村、大坂村、大草村、鍛冶屋敷村、李村、百月村、簗平村、川下村、日面村、平畑村、榑俣村、西細田村
  - 富貴下村 ← 富田村、西枝下村、西広瀬村、藤沢村、押沢村、松嶺村、御作村、上川口村、下川口村
  - 石下瀬村 ← 石下瀬村、国附村、小峯村
  - 中野村 ← 中金村、山路村、椿村、室村、野口村、小白見村、中切村
  - 七重村 ← 寺谷下村、手呂村、成合村、千鳥村、上鷹見村、下鷹見村、小呂村
  - 四谷村 ← 元山中村、岩滝村、矢並村、池田村
  - 平井村、寺部村、市木村、上野山村、渋川村（それぞれ単独村制）
  - 益富村 ← 古瀬間村、南古瀬間村、飛泉村、西大見村
  - 野見村 ← 野見村、下渡合村、御立村、森村
  - 根川村 ← 長興寺村、金谷村、下林村、下市場村、西山室村、今村
- 明治24年（1891年）4月1日 - 郡制を施行。
- 明治25年（1892年）1月29日 - 挙母村が町制施行して挙母町となる。（1町29村）
- 明治39年（1906年）7月1日 - 以下の町村の統合が行われる。いずれも新設合併。（1町7村）
  - 挙母町 ← 挙母町、梅坪村、根川村、宮口村、逢妻村
  - 高橋村 ← 益富村、野見村、寺部村、渋川村、上野山村、市木村、平井村、四谷村［岩滝・矢並・池田］
  - 石野村 ← 七重村、石下瀬村、中野村、富貴下村［藤沢・富田・松嶺・押沢］、四谷村［元山中］
  - 猿投村 ← 富貴下村［西広瀬・西枝下］、広沢村、上郷村
  - 保見村 ← 橋見村、伊保村
  - 三好村 ← 三好村、明越村、莇生村
  - 小原村 ← 豊原村、福原村、清原村、本城村
  - 藤岡村 ← 藤河村、高岡村、富貴下村［上川口・下川口・御作］
- 大正12年（1923年）4月1日 - 郡会が廃止。郡役所は存続。
- 大正15年（1926年）7月1日 - 郡役所が廃止。以降は地域区分名称となる。
- 昭和26年（1951年）3月1日 - 挙母町が市制施行して挙母市となり、郡より離脱。（7村）
- 昭和28年（1953年）4月1日 - 猿投村が町制施行して猿投町となる。（1町6村）
- 昭和30年（1955年）3月1日 - 猿投町・保見村・石野村が合併し、改めて猿投町が発足。（1町4村）
- 昭和31年（1956年）9月30日 - 高橋村が挙母市に編入。（1町3村）
- 昭和33年（1958年）4月1日 - 三好村が町制施行して三好町となる。（2町2村）
- 昭和42年（1967年）4月1日 - 猿投町が豊田市に編入。（1町2村）
- 昭和53年（1978年）4月1日 - 藤岡村が町制施行して藤岡町となる。（2町1村）
- 平成15年（2003年）8月5日 - 三好町が豊田加茂合併協議会から離脱。
- 平成17年（2005年）4月1日 - 藤岡町・小原村が豊田市に編入。（1町）
- 平成22年（2010年）1月4日 - 三好町が改称、市制施行してみよし市となる。同日西加茂郡消滅。

### 変遷表
| 明治22年以前 | 明治22年以前 | 明治22年10月1日 町村制施行 | 明治22年 - 明治33年         | 明治34年 - 大正15年        | 昭和元年 - 昭和64年          | 昭和元年 - 昭和64年         | 平成元年 - 現在                    | 現在     |
| ------------ | ------------ | -------------------------- | --------------------------- | -------------------------- | ---------------------------- | --------------------------- | ---------------------------------- | -------- |
| 挙母村       | 挙母村       | 挙母村                     | 明治25年1月29日 町制 挙母町 | 明治39年7月1日 合併 挙母町 | 昭和26年3月1日 市制 挙母市   | 昭和34年1月1日 改称 豊田市  | 豊田市                             | 豊田市   |
| 梅ケ坪村     | 梅ケ坪村     | 梅坪村                     | 梅坪村                      | 明治39年7月1日 合併 挙母町 | 昭和26年3月1日 市制 挙母市   | 昭和34年1月1日 改称 豊田市  | 豊田市                             | 豊田市   |
| 本地村       | 本地村       | 逢妻村                     | 逢妻村                      | 明治39年7月1日 合併 挙母町 | 昭和26年3月1日 市制 挙母市   | 昭和34年1月1日 改称 豊田市  | 豊田市                             | 豊田市   |
| 土橋村       |              | 逢妻村                     | 逢妻村                      | 明治39年7月1日 合併 挙母町 | 昭和26年3月1日 市制 挙母市   | 昭和34年1月1日 改称 豊田市  | 豊田市                             | 豊田市   |
| 千足村       |              | 逢妻村                     | 逢妻村                      | 明治39年7月1日 合併 挙母町 | 昭和26年3月1日 市制 挙母市   | 昭和34年1月1日 改称 豊田市  | 豊田市                             | 豊田市   |
| 金谷村       | 金谷村       | 根川村                     | 根川村                      | 明治39年7月1日 合併 挙母町 | 昭和26年3月1日 市制 挙母市   | 昭和34年1月1日 改称 豊田市  | 豊田市                             | 豊田市   |
| 下林村       |              | 根川村                     | 根川村                      | 明治39年7月1日 合併 挙母町 | 昭和26年3月1日 市制 挙母市   | 昭和34年1月1日 改称 豊田市  | 豊田市                             | 豊田市   |
| 下市場村     |              | 根川村                     | 根川村                      | 明治39年7月1日 合併 挙母町 | 昭和26年3月1日 市制 挙母市   | 昭和34年1月1日 改称 豊田市  | 豊田市                             | 豊田市   |
| 長興寺村     |              | 根川村                     | 根川村                      | 明治39年7月1日 合併 挙母町 | 昭和26年3月1日 市制 挙母市   | 昭和34年1月1日 改称 豊田市  | 豊田市                             | 豊田市   |
| 今村         |              | 根川村                     | 根川村                      | 明治39年7月1日 合併 挙母町 | 昭和26年3月1日 市制 挙母市   | 昭和34年1月1日 改称 豊田市  | 豊田市                             | 豊田市   |
| 西山室村     |              | 根川村                     | 根川村                      | 明治39年7月1日 合併 挙母町 | 昭和26年3月1日 市制 挙母市   | 昭和34年1月1日 改称 豊田市  | 豊田市                             | 豊田市   |
| 西宮口村     | 西宮口村     | 宮口村                     | 宮口村                      | 明治39年7月1日 合併 挙母町 | 昭和26年3月1日 市制 挙母市   | 昭和34年1月1日 改称 豊田市  | 豊田市                             | 豊田市   |
| 寺部村       | 寺部村       | 寺部村                     | 寺部村                      | 明治39年7月1日 合併 高橋村 | 昭和31年9月30日 挙母市に編入 | 昭和34年1月1日 改称 豊田市  | 豊田市                             | 豊田市   |
| 古瀬間村     | 古瀬間村     | 益富村                     | 益富村                      | 明治39年7月1日 合併 高橋村 | 昭和31年9月30日 挙母市に編入 | 昭和34年1月1日 改称 豊田市  | 豊田市                             | 豊田市   |
| 南古瀬間村   |              | 益富村                     | 益富村                      | 明治39年7月1日 合併 高橋村 | 昭和31年9月30日 挙母市に編入 | 昭和34年1月1日 改称 豊田市  | 豊田市                             | 豊田市   |
| 西大見村     |              | 益富村                     | 益富村                      | 明治39年7月1日 合併 高橋村 | 昭和31年9月30日 挙母市に編入 | 昭和34年1月1日 改称 豊田市  | 豊田市                             | 豊田市   |
| 飛泉村       |              | 益富村                     | 益富村                      | 明治39年7月1日 合併 高橋村 | 昭和31年9月30日 挙母市に編入 | 昭和34年1月1日 改称 豊田市  | 豊田市                             | 豊田市   |
| 牛野村       | 野見村       | 野見村                     | 野見村                      | 明治39年7月1日 合併 高橋村 | 昭和31年9月30日 挙母市に編入 | 昭和34年1月1日 改称 豊田市  | 豊田市                             | 豊田市   |
| 東山室村     | 野見村       | 野見村                     | 野見村                      | 明治39年7月1日 合併 高橋村 | 昭和31年9月30日 挙母市に編入 | 昭和34年1月1日 改称 豊田市  | 豊田市                             | 豊田市   |
| 御立村       |              | 野見村                     | 野見村                      | 明治39年7月1日 合併 高橋村 | 昭和31年9月30日 挙母市に編入 | 昭和34年1月1日 改称 豊田市  | 豊田市                             | 豊田市   |
| 森村         |              | 野見村                     | 野見村                      | 明治39年7月1日 合併 高橋村 | 昭和31年9月30日 挙母市に編入 | 昭和34年1月1日 改称 豊田市  | 豊田市                             | 豊田市   |
| 下渡合村     |              | 野見村                     | 野見村                      | 明治39年7月1日 合併 高橋村 | 昭和31年9月30日 挙母市に編入 | 昭和34年1月1日 改称 豊田市  | 豊田市                             | 豊田市   |
| 渋川村       | 渋川村       | 渋川村                     | 渋川村                      | 明治39年7月1日 合併 高橋村 | 昭和31年9月30日 挙母市に編入 | 昭和34年1月1日 改称 豊田市  | 豊田市                             | 豊田市   |
| 上野山村     | 上野山村     | 上野山村                   | 上野山村                    | 明治39年7月1日 合併 高橋村 | 昭和31年9月30日 挙母市に編入 | 昭和34年1月1日 改称 豊田市  | 豊田市                             | 豊田市   |
| 市木村       | 市木村       | 市木村                     | 市木村                      | 明治39年7月1日 合併 高橋村 | 昭和31年9月30日 挙母市に編入 | 昭和34年1月1日 改称 豊田市  | 豊田市                             | 豊田市   |
| 平井村       | 平井村       | 平井村                     | 平井村                      | 明治39年7月1日 合併 高橋村 | 昭和31年9月30日 挙母市に編入 | 昭和34年1月1日 改称 豊田市  | 豊田市                             | 豊田市   |
| 矢並村       | 矢並村       | 四谷村                     | 四谷村                      | 明治39年7月1日 合併 高橋村 | 昭和31年9月30日 挙母市に編入 | 昭和34年1月1日 改称 豊田市  | 豊田市                             | 豊田市   |
| 岩滝村       |              | 四谷村                     | 四谷村                      | 明治39年7月1日 合併 高橋村 | 昭和31年9月30日 挙母市に編入 | 昭和34年1月1日 改称 豊田市  | 豊田市                             | 豊田市   |
| 池田村       |              | 四谷村                     | 四谷村                      | 明治39年7月1日 合併 高橋村 | 昭和31年9月30日 挙母市に編入 | 昭和34年1月1日 改称 豊田市  | 豊田市                             | 豊田市   |
| 元山中村     | 元山中村     | 四谷村                     | 四谷村                      | 明治39年7月1日 合併 石野村 | 昭和30年3月1日 猿投町に編入  | 昭和42年4月1日 豊田市に編入 | 豊田市                             | 豊田市   |
| 力石村       | 石下瀬村     | 石下瀬村                   | 石下瀬村                    | 明治39年7月1日 合併 石野村 | 昭和30年3月1日 猿投町に編入  | 昭和42年4月1日 豊田市に編入 | 豊田市                             | 豊田市   |
| 東枝下村     | 石下瀬村     | 石下瀬村                   | 石下瀬村                    | 明治39年7月1日 合併 石野村 | 昭和30年3月1日 猿投町に編入  | 昭和42年4月1日 豊田市に編入 | 豊田市                             | 豊田市   |
| 東広瀬村     | 石下瀬村     | 石下瀬村                   | 石下瀬村                    | 明治39年7月1日 合併 石野村 | 昭和30年3月1日 猿投町に編入  | 昭和42年4月1日 豊田市に編入 | 豊田市                             | 豊田市   |
| 国附村       |              | 石下瀬村                   | 石下瀬村                    | 明治39年7月1日 合併 石野村 | 昭和30年3月1日 猿投町に編入  | 昭和42年4月1日 豊田市に編入 | 豊田市                             | 豊田市   |
| 小峰村       |              | 石下瀬村                   | 石下瀬村                    | 明治39年7月1日 合併 石野村 | 昭和30年3月1日 猿投町に編入  | 昭和42年4月1日 豊田市に編入 | 豊田市                             | 豊田市   |
| 中切村       | 中切村       | 中野村                     | 中野村                      | 明治39年7月1日 合併 石野村 | 昭和30年3月1日 猿投町に編入  | 昭和42年4月1日 豊田市に編入 | 豊田市                             | 豊田市   |
| 中金村       |              | 中野村                     | 中野村                      | 明治39年7月1日 合併 石野村 | 昭和30年3月1日 猿投町に編入  | 昭和42年4月1日 豊田市に編入 | 豊田市                             | 豊田市   |
| 野口村       |              | 中野村                     | 中野村                      | 明治39年7月1日 合併 石野村 | 昭和30年3月1日 猿投町に編入  | 昭和42年4月1日 豊田市に編入 | 豊田市                             | 豊田市   |
| 山路村       |              | 中野村                     | 中野村                      | 明治39年7月1日 合併 石野村 | 昭和30年3月1日 猿投町に編入  | 昭和42年4月1日 豊田市に編入 | 豊田市                             | 豊田市   |
| 室村         |              | 中野村                     | 中野村                      | 明治39年7月1日 合併 石野村 | 昭和30年3月1日 猿投町に編入  | 昭和42年4月1日 豊田市に編入 | 豊田市                             | 豊田市   |
| 椿村         |              | 中野村                     | 中野村                      | 明治39年7月1日 合併 石野村 | 昭和30年3月1日 猿投町に編入  | 昭和42年4月1日 豊田市に編入 | 豊田市                             | 豊田市   |
| 小白見村     |              | 中野村                     | 中野村                      | 明治39年7月1日 合併 石野村 | 昭和30年3月1日 猿投町に編入  | 昭和42年4月1日 豊田市に編入 | 豊田市                             | 豊田市   |
| 寺谷下村     | 寺谷下村     | 七重村                     | 七重村                      | 明治39年7月1日 合併 石野村 | 昭和30年3月1日 猿投町に編入  | 昭和42年4月1日 豊田市に編入 | 豊田市                             | 豊田市   |
| 手呂村       |              | 七重村                     | 七重村                      | 明治39年7月1日 合併 石野村 | 昭和30年3月1日 猿投町に編入  | 昭和42年4月1日 豊田市に編入 | 豊田市                             | 豊田市   |
| 成合村       |              | 七重村                     | 七重村                      | 明治39年7月1日 合併 石野村 | 昭和30年3月1日 猿投町に編入  | 昭和42年4月1日 豊田市に編入 | 豊田市                             | 豊田市   |
| 千鳥村       |              | 七重村                     | 七重村                      | 明治39年7月1日 合併 石野村 | 昭和30年3月1日 猿投町に編入  | 昭和42年4月1日 豊田市に編入 | 豊田市                             | 豊田市   |
| 上鷹見村     |              | 七重村                     | 七重村                      | 明治39年7月1日 合併 石野村 | 昭和30年3月1日 猿投町に編入  | 昭和42年4月1日 豊田市に編入 | 豊田市                             | 豊田市   |
| 下鷹見村     |              | 七重村                     | 七重村                      | 明治39年7月1日 合併 石野村 | 昭和30年3月1日 猿投町に編入  | 昭和42年4月1日 豊田市に編入 | 豊田市                             | 豊田市   |
| 小呂村       |              | 七重村                     | 七重村                      | 明治39年7月1日 合併 石野村 | 昭和30年3月1日 猿投町に編入  | 昭和42年4月1日 豊田市に編入 | 豊田市                             | 豊田市   |
| 伊保堂村     | 伊保堂村     | 伊保村                     | 伊保村                      | 明治39年7月1日 合併 保見村 | 昭和30年3月1日 猿投町に編入  | 昭和42年4月1日 豊田市に編入 | 豊田市                             | 豊田市   |
| 上伊保村     |              | 伊保村                     | 伊保村                      | 明治39年7月1日 合併 保見村 | 昭和30年3月1日 猿投町に編入  | 昭和42年4月1日 豊田市に編入 | 豊田市                             | 豊田市   |
| 下伊保村     |              | 伊保村                     | 伊保村                      | 明治39年7月1日 合併 保見村 | 昭和30年3月1日 猿投町に編入  | 昭和42年4月1日 豊田市に編入 | 豊田市                             | 豊田市   |
| 殿貝津村     |              | 伊保村                     | 伊保村                      | 明治39年7月1日 合併 保見村 | 昭和30年3月1日 猿投町に編入  | 昭和42年4月1日 豊田市に編入 | 豊田市                             | 豊田市   |
| 田籾村       |              | 伊保村                     | 伊保村                      | 明治39年7月1日 合併 保見村 | 昭和30年3月1日 猿投町に編入  | 昭和42年4月1日 豊田市に編入 | 豊田市                             | 豊田市   |
| 八草村       | 八草村       | 橋見村                     | 橋見村                      | 明治39年7月1日 合併 保見村 | 昭和30年3月1日 猿投町に編入  | 昭和42年4月1日 豊田市に編入 | 豊田市                             | 豊田市   |
| 篠原村       |              | 橋見村                     | 橋見村                      | 明治39年7月1日 合併 保見村 | 昭和30年3月1日 猿投町に編入  | 昭和42年4月1日 豊田市に編入 | 豊田市                             | 豊田市   |
| 西広見村     |              | 橋見村                     | 橋見村                      | 明治39年7月1日 合併 保見村 | 昭和30年3月1日 猿投町に編入  | 昭和42年4月1日 豊田市に編入 | 豊田市                             | 豊田市   |
| 大畑村       |              | 橋見村                     | 橋見村                      | 明治39年7月1日 合併 保見村 | 昭和30年3月1日 猿投町に編入  | 昭和42年4月1日 豊田市に編入 | 豊田市                             | 豊田市   |
| 猿投村       | 猿投村       | 広沢村                     | 広沢村                      | 明治39年7月1日 合併 猿投村 | 昭和28年4月1日 町制 猿投町   | 昭和42年4月1日 豊田市に編入 | 豊田市                             | 豊田市   |
| 本徳村       |              | 広沢村                     | 広沢村                      | 明治39年7月1日 合併 猿投村 | 昭和28年4月1日 町制 猿投町   | 昭和42年4月1日 豊田市に編入 | 豊田市                             | 豊田市   |
| 乙部村       |              | 広沢村                     | 広沢村                      | 明治39年7月1日 合併 猿投村 | 昭和28年4月1日 町制 猿投町   | 昭和42年4月1日 豊田市に編入 | 豊田市                             | 豊田市   |
| 亀首村       |              | 広沢村                     | 広沢村                      | 明治39年7月1日 合併 猿投村 | 昭和28年4月1日 町制 猿投町   | 昭和42年4月1日 豊田市に編入 | 豊田市                             | 豊田市   |
| 加納村       |              | 広沢村                     | 広沢村                      | 明治39年7月1日 合併 猿投村 | 昭和28年4月1日 町制 猿投町   | 昭和42年4月1日 豊田市に編入 | 豊田市                             | 豊田市   |
| 舞木村       |              | 広沢村                     | 広沢村                      | 明治39年7月1日 合併 猿投村 | 昭和28年4月1日 町制 猿投町   | 昭和42年4月1日 豊田市に編入 | 豊田市                             | 豊田市   |
| 四郷村       | 四郷村       | 上郷村                     | 上郷村                      | 明治39年7月1日 合併 猿投村 | 昭和28年4月1日 町制 猿投町   | 昭和42年4月1日 豊田市に編入 | 豊田市                             | 豊田市   |
| 荒井村       |              | 上郷村                     | 上郷村                      | 明治39年7月1日 合併 猿投村 | 昭和28年4月1日 町制 猿投町   | 昭和42年4月1日 豊田市に編入 | 豊田市                             | 豊田市   |
| 花本村       |              | 上郷村                     | 上郷村                      | 明治39年7月1日 合併 猿投村 | 昭和28年4月1日 町制 猿投町   | 昭和42年4月1日 豊田市に編入 | 豊田市                             | 豊田市   |
| 越戸村       |              | 上郷村                     | 上郷村                      | 明治39年7月1日 合併 猿投村 | 昭和28年4月1日 町制 猿投町   | 昭和42年4月1日 豊田市に編入 | 豊田市                             | 豊田市   |
| 御船村       |              | 上郷村                     | 上郷村                      | 明治39年7月1日 合併 猿投村 | 昭和28年4月1日 町制 猿投町   | 昭和42年4月1日 豊田市に編入 | 豊田市                             | 豊田市   |
| 西広瀬村     | 西広瀬村     | 富貴下村                   | 富貴下村                    | 明治39年7月1日 合併 猿投村 | 昭和28年4月1日 町制 猿投町   | 昭和42年4月1日 豊田市に編入 | 豊田市                             | 豊田市   |
| 西枝下村     |              | 富貴下村                   | 富貴下村                    | 明治39年7月1日 合併 猿投村 | 昭和28年4月1日 町制 猿投町   | 昭和42年4月1日 豊田市に編入 | 豊田市                             | 豊田市   |
| 藤沢村       | 藤沢村       | 富貴下村                   | 富貴下村                    | 明治39年7月1日 合併 石野村 | 昭和30年3月1日 猿投町に編入  | 昭和42年4月1日 豊田市に編入 | 豊田市                             | 豊田市   |
| 富田村       |              | 富貴下村                   | 富貴下村                    | 明治39年7月1日 合併 石野村 | 昭和30年3月1日 猿投町に編入  | 昭和42年4月1日 豊田市に編入 | 豊田市                             | 豊田市   |
| 松嶺村       |              | 富貴下村                   | 富貴下村                    | 明治39年7月1日 合併 石野村 | 昭和30年3月1日 猿投町に編入  | 昭和42年4月1日 豊田市に編入 | 豊田市                             | 豊田市   |
| 押沢村       |              | 富貴下村                   | 富貴下村                    | 明治39年7月1日 合併 石野村 | 昭和30年3月1日 猿投町に編入  | 昭和42年4月1日 豊田市に編入 | 豊田市                             | 豊田市   |
| 御作村       | 御作村       | 富貴下村                   | 富貴下村                    | 明治39年7月1日 合併 藤岡村 | 藤岡村                       | 昭和53年4月1日 町制 藤岡町  | 平成17年4月1日 豊田市に編入        | 豊田市   |
| 上川口村     |              | 富貴下村                   | 富貴下村                    | 明治39年7月1日 合併 藤岡村 | 藤岡村                       | 昭和53年4月1日 町制 藤岡町  | 平成17年4月1日 豊田市に編入        | 豊田市   |
| 下川口村     |              | 富貴下村                   | 富貴下村                    | 明治39年7月1日 合併 藤岡村 | 藤岡村                       | 昭和53年4月1日 町制 藤岡町  | 平成17年4月1日 豊田市に編入        | 豊田市   |
| 飯野村       | 飯野村       | 藤河村                     | 藤河村                      | 明治39年7月1日 合併 藤岡村 | 藤岡村                       | 昭和53年4月1日 町制 藤岡町  | 平成17年4月1日 豊田市に編入        | 豊田市   |
| 西中山村     |              | 藤河村                     | 藤河村                      | 明治39年7月1日 合併 藤岡村 | 藤岡村                       | 昭和53年4月1日 町制 藤岡町  | 平成17年4月1日 豊田市に編入        | 豊田市   |
| 深見村       |              | 藤河村                     | 藤河村                      | 明治39年7月1日 合併 藤岡村 | 藤岡村                       | 昭和53年4月1日 町制 藤岡町  | 平成17年4月1日 豊田市に編入        | 豊田市   |
| 田茂平村     |              | 藤河村                     | 藤河村                      | 明治39年7月1日 合併 藤岡村 | 藤岡村                       | 昭和53年4月1日 町制 藤岡町  | 平成17年4月1日 豊田市に編入        | 豊田市   |
| 迫村         |              | 藤河村                     | 藤河村                      | 明治39年7月1日 合併 藤岡村 | 藤岡村                       | 昭和53年4月1日 町制 藤岡町  | 平成17年4月1日 豊田市に編入        | 豊田市   |
| 北一色村     |              | 藤河村                     | 藤河村                      | 明治39年7月1日 合併 藤岡村 | 藤岡村                       | 昭和53年4月1日 町制 藤岡町  | 平成17年4月1日 豊田市に編入        | 豊田市   |
| 石飛村       |              | 藤河村                     | 藤河村                      | 明治39年7月1日 合併 藤岡村 | 藤岡村                       | 昭和53年4月1日 町制 藤岡町  | 平成17年4月1日 豊田市に編入        | 豊田市   |
| 上渡合村     | 上渡合村     | 高岡村                     | 高岡村                      | 明治39年7月1日 合併 藤岡村 | 藤岡村                       | 昭和53年4月1日 町制 藤岡町  | 平成17年4月1日 豊田市に編入        | 豊田市   |
| 折平村       |              | 高岡村                     | 高岡村                      | 明治39年7月1日 合併 藤岡村 | 藤岡村                       | 昭和53年4月1日 町制 藤岡町  | 平成17年4月1日 豊田市に編入        | 豊田市   |
| 北曽木村     |              | 高岡村                     | 高岡村                      | 明治39年7月1日 合併 藤岡村 | 藤岡村                       | 昭和53年4月1日 町制 藤岡町  | 平成17年4月1日 豊田市に編入        | 豊田市   |
| 石畳村       |              | 高岡村                     | 高岡村                      | 明治39年7月1日 合併 藤岡村 | 藤岡村                       | 昭和53年4月1日 町制 藤岡町  | 平成17年4月1日 豊田市に編入        | 豊田市   |
| 西市野々村   |              | 高岡村                     | 高岡村                      | 明治39年7月1日 合併 藤岡村 | 藤岡村                       | 昭和53年4月1日 町制 藤岡町  | 平成17年4月1日 豊田市に編入        | 豊田市   |
| 白川村       |              | 高岡村                     | 高岡村                      | 明治39年7月1日 合併 藤岡村 | 藤岡村                       | 昭和53年4月1日 町制 藤岡町  | 平成17年4月1日 豊田市に編入        | 豊田市   |
| 大岩村       |              | 高岡村                     | 高岡村                      | 明治39年7月1日 合併 藤岡村 | 藤岡村                       | 昭和53年4月1日 町制 藤岡町  | 平成17年4月1日 豊田市に編入        | 豊田市   |
| 三箇村       |              | 高岡村                     | 高岡村                      | 明治39年7月1日 合併 藤岡村 | 藤岡村                       | 昭和53年4月1日 町制 藤岡町  | 平成17年4月1日 豊田市に編入        | 豊田市   |
| 木瀬村       |              | 高岡村                     | 高岡村                      | 明治39年7月1日 合併 藤岡村 | 藤岡村                       | 昭和53年4月1日 町制 藤岡町  | 平成17年4月1日 豊田市に編入        | 豊田市   |
| 西細田村     | 西細田村     | 本城村                     | 本城村                      | 明治39年7月1日 合併 小原村 | 小原村                       | 小原村                      | 平成17年4月1日 豊田市に編入        | 豊田市   |
| 市場村       |              | 本城村                     | 本城村                      | 明治39年7月1日 合併 小原村 | 小原村                       | 小原村                      | 平成17年4月1日 豊田市に編入        | 豊田市   |
| 大坂村       |              | 本城村                     | 本城村                      | 明治39年7月1日 合併 小原村 | 小原村                       | 小原村                      | 平成17年4月1日 豊田市に編入        | 豊田市   |
| 大草村       |              | 本城村                     | 本城村                      | 明治39年7月1日 合併 小原村 | 小原村                       | 小原村                      | 平成17年4月1日 豊田市に編入        | 豊田市   |
| 鍛冶屋敷村   |              | 本城村                     | 本城村                      | 明治39年7月1日 合併 小原村 | 小原村                       | 小原村                      | 平成17年4月1日 豊田市に編入        | 豊田市   |
| 李村         |              | 本城村                     | 本城村                      | 明治39年7月1日 合併 小原村 | 小原村                       | 小原村                      | 平成17年4月1日 豊田市に編入        | 豊田市   |
| 百月村       |              | 本城村                     | 本城村                      | 明治39年7月1日 合併 小原村 | 小原村                       | 小原村                      | 平成17年4月1日 豊田市に編入        | 豊田市   |
| 簗平村       |              | 本城村                     | 本城村                      | 明治39年7月1日 合併 小原村 | 小原村                       | 小原村                      | 平成17年4月1日 豊田市に編入        | 豊田市   |
| 川下村       |              | 本城村                     | 本城村                      | 明治39年7月1日 合併 小原村 | 小原村                       | 小原村                      | 平成17年4月1日 豊田市に編入        | 豊田市   |
| 日面村       |              | 本城村                     | 本城村                      | 明治39年7月1日 合併 小原村 | 小原村                       | 小原村                      | 平成17年4月1日 豊田市に編入        | 豊田市   |
| 平畑村       |              | 本城村                     | 本城村                      | 明治39年7月1日 合併 小原村 | 小原村                       | 小原村                      | 平成17年4月1日 豊田市に編入        | 豊田市   |
| 榑俣村       |              | 本城村                     | 本城村                      | 明治39年7月1日 合併 小原村 | 小原村                       | 小原村                      | 平成17年4月1日 豊田市に編入        | 豊田市   |
| 乙ケ林村     | 乙ケ林村     | 豊原村                     | 豊原村                      | 明治39年7月1日 合併 小原村 | 小原村                       | 小原村                      | 平成17年4月1日 豊田市に編入        | 豊田市   |
| 大平村       |              | 豊原村                     | 豊原村                      | 明治39年7月1日 合併 小原村 | 小原村                       | 小原村                      | 平成17年4月1日 豊田市に編入        | 豊田市   |
| 寺平村       |              | 豊原村                     | 豊原村                      | 明治39年7月1日 合併 小原村 | 小原村                       | 小原村                      | 平成17年4月1日 豊田市に編入        | 豊田市   |
| 荷掛村       |              | 豊原村                     | 豊原村                      | 明治39年7月1日 合併 小原村 | 小原村                       | 小原村                      | 平成17年4月1日 豊田市に編入        | 豊田市   |
| 大洞村       |              | 豊原村                     | 豊原村                      | 明治39年7月1日 合併 小原村 | 小原村                       | 小原村                      | 平成17年4月1日 豊田市に編入        | 豊田市   |
| 三ツ久保村   |              | 豊原村                     | 豊原村                      | 明治39年7月1日 合併 小原村 | 小原村                       | 小原村                      | 平成17年4月1日 豊田市に編入        | 豊田市   |
| 沢田村       |              | 豊原村                     | 豊原村                      | 明治39年7月1日 合併 小原村 | 小原村                       | 小原村                      | 平成17年4月1日 豊田市に編入        | 豊田市   |
| 西萩平村     |              | 豊原村                     | 豊原村                      | 明治39年7月1日 合併 小原村 | 小原村                       | 小原村                      | 平成17年4月1日 豊田市に編入        | 豊田市   |
| 千洗村       |              | 豊原村                     | 豊原村                      | 明治39年7月1日 合併 小原村 | 小原村                       | 小原村                      | 平成17年4月1日 豊田市に編入        | 豊田市   |
| 喜佐平村     |              | 豊原村                     | 豊原村                      | 明治39年7月1日 合併 小原村 | 小原村                       | 小原村                      | 平成17年4月1日 豊田市に編入        | 豊田市   |
| 北篠平村     |              | 豊原村                     | 豊原村                      | 明治39年7月1日 合併 小原村 | 小原村                       | 小原村                      | 平成17年4月1日 豊田市に編入        | 豊田市   |
| 上仁木村     | 上仁木村     | 福原村                     | 福原村                      | 明治39年7月1日 合併 小原村 | 小原村                       | 小原村                      | 平成17年4月1日 豊田市に編入        | 豊田市   |
| 東市野々村   |              | 福原村                     | 福原村                      | 明治39年7月1日 合併 小原村 | 小原村                       | 小原村                      | 平成17年4月1日 豊田市に編入        | 豊田市   |
| 北村         |              | 福原村                     | 福原村                      | 明治39年7月1日 合併 小原村 | 小原村                       | 小原村                      | 平成17年4月1日 豊田市に編入        | 豊田市   |
| 川見村       |              | 福原村                     | 福原村                      | 明治39年7月1日 合併 小原村 | 小原村                       | 小原村                      | 平成17年4月1日 豊田市に編入        | 豊田市   |
| 柏ケ洞村     |              | 福原村                     | 福原村                      | 明治39年7月1日 合併 小原村 | 小原村                       | 小原村                      | 平成17年4月1日 豊田市に編入        | 豊田市   |
| 雑敷村       |              | 福原村                     | 福原村                      | 明治39年7月1日 合併 小原村 | 小原村                       | 小原村                      | 平成17年4月1日 豊田市に編入        | 豊田市   |
| 前洞村       |              | 福原村                     | 福原村                      | 明治39年7月1日 合併 小原村 | 小原村                       | 小原村                      | 平成17年4月1日 豊田市に編入        | 豊田市   |
| 大ケ蔵連村   |              | 福原村                     | 福原村                      | 明治39年7月1日 合併 小原村 | 小原村                       | 小原村                      | 平成17年4月1日 豊田市に編入        | 豊田市   |
| 小村         |              | 福原村                     | 福原村                      | 明治39年7月1日 合併 小原村 | 小原村                       | 小原村                      | 平成17年4月1日 豊田市に編入        | 豊田市   |
| 田代村       |              | 福原村                     | 福原村                      | 明治39年7月1日 合併 小原村 | 小原村                       | 小原村                      | 平成17年4月1日 豊田市に編入        | 豊田市   |
| 永太郎村     | 永太郎村     | 清原村                     | 清原村                      | 明治39年7月1日 合併 小原村 | 小原村                       | 小原村                      | 平成17年4月1日 豊田市に編入        | 豊田市   |
| 松名村       |              | 清原村                     | 清原村                      | 明治39年7月1日 合併 小原村 | 小原村                       | 小原村                      | 平成17年4月1日 豊田市に編入        | 豊田市   |
| 下仁木村     |              | 清原村                     | 清原村                      | 明治39年7月1日 合併 小原村 | 小原村                       | 小原村                      | 平成17年4月1日 豊田市に編入        | 豊田市   |
| 遊屋村       |              | 清原村                     | 清原村                      | 明治39年7月1日 合併 小原村 | 小原村                       | 小原村                      | 平成17年4月1日 豊田市に編入        | 豊田市   |
| 西丹波村     |              | 清原村                     | 清原村                      | 明治39年7月1日 合併 小原村 | 小原村                       | 小原村                      | 平成17年4月1日 豊田市に編入        | 豊田市   |
| 平岩村       |              | 清原村                     | 清原村                      | 明治39年7月1日 合併 小原村 | 小原村                       | 小原村                      | 平成17年4月1日 豊田市に編入        | 豊田市   |
| 宮代村       |              | 清原村                     | 清原村                      | 明治39年7月1日 合併 小原村 | 小原村                       | 小原村                      | 平成17年4月1日 豊田市に編入        | 豊田市   |
| 苅萱村       |              | 清原村                     | 清原村                      | 明治39年7月1日 合併 小原村 | 小原村                       | 小原村                      | 平成17年4月1日 豊田市に編入        | 豊田市   |
| 岩下村       |              | 清原村                     | 清原村                      | 明治39年7月1日 合併 小原村 | 小原村                       | 小原村                      | 平成17年4月1日 豊田市に編入        | 豊田市   |
| 大倉村       |              | 清原村                     | 清原村                      | 明治39年7月1日 合併 小原村 | 小原村                       | 小原村                      | 平成17年4月1日 豊田市に編入        | 豊田市   |
| 北大野村     |              | 清原村                     | 清原村                      | 明治39年7月1日 合併 小原村 | 小原村                       | 小原村                      | 平成17年4月1日 豊田市に編入        | 豊田市   |
| 三好村       | 三好村       | 三好村                     | 三好村                      | 明治39年7月1日 合併 三好村 | 三好村                       | 昭和33年4月1日 町制 三好町  | 平成22年1月4日 改称・市制 みよし市 | みよし市 |
| 福田村       |              | 三好村                     | 三好村                      | 明治39年7月1日 合併 三好村 | 三好村                       | 昭和33年4月1日 町制 三好町  | 平成22年1月4日 改称・市制 みよし市 | みよし市 |
| 西一色村     |              | 三好村                     | 三好村                      | 明治39年7月1日 合併 三好村 | 三好村                       | 昭和33年4月1日 町制 三好町  | 平成22年1月4日 改称・市制 みよし市 | みよし市 |
| 明知村       | 明知村       | 明越村                     | 明越村                      | 明治39年7月1日 合併 三好村 | 三好村                       | 昭和33年4月1日 町制 三好町  | 平成22年1月4日 改称・市制 みよし市 | みよし市 |
| 打越村       |              | 明越村                     | 明越村                      | 明治39年7月1日 合併 三好村 | 三好村                       | 昭和33年4月1日 町制 三好町  | 平成22年1月4日 改称・市制 みよし市 | みよし市 |
| 北莇生村     | 莇生村       | 莇生村                     | 莇生村                      | 明治39年7月1日 合併 三好村 | 三好村                       | 昭和33年4月1日 町制 三好町  | 平成22年1月4日 改称・市制 みよし市 | みよし市 |
| 南莇生村     | 莇生村       | 莇生村                     | 莇生村                      | 明治39年7月1日 合併 三好村 | 三好村                       | 昭和33年4月1日 町制 三好町  | 平成22年1月4日 改称・市制 みよし市 | みよし市 |
| 福谷村       |              | 莇生村                     | 莇生村                      | 明治39年7月1日 合併 三好村 | 三好村                       | 昭和33年4月1日 町制 三好町  | 平成22年1月4日 改称・市制 みよし市 | みよし市 |
| 黒笹村       |              | 莇生村                     | 莇生村                      | 明治39年7月1日 合併 三好村 | 三好村                       | 昭和33年4月1日 町制 三好町  | 平成22年1月4日 改称・市制 みよし市 | みよし市 |

## 行政
歴代郡長
| 代 | 氏名 | 就任年月日                 | 退任年月日                | 備考                   |
| -- | ---- | -------------------------- | ------------------------- | ---------------------- |
| 1  |      | 明治11年（1878年）12月20日 |                           |                        |
|    |      |                            | 大正15年（1926年）6月30日 | 郡役所廃止により、廃官 |

## 関連文献
- 川崎為美, 田中正幅 編『西加茂郡史談』文星堂、1894年。NDLJP:765239。